# Acinodendron integrifolium
Acinodendron integrifolium là một loài thực vật có hoa trong họ Mua. Loài này được (Macfad.) Kuntze mô tả khoa học đầu tiên năm 1891.